# Кінчао (комуна)
Кінчао (ісп. Quinchao) — комуна в Чилі. Адміністративний центр комуни — селище Ачао. Населення — 3452 особи (2002). Селище і комуна входить до складу провінції Чилое і регіону Лос-Лагос.
Територія комуни — 160,7 км². Чисельність населення — 9093 мешканців (2007). Щільність населення — 56,58 чол./км².

## Розташування
Селище Ачао розташоване на острові Чилое за 120 км на південний захід від адміністративного центру регіону міста Пуерто-Монт та за 21 км на схід від адміністративного центру провінції міста Кастро.
Комуна межує:
- на півночі — з комуною Далькауе
- на північному сході — з комуною Кемчі
- на південному сході — з комуною Кастро
- на заході — з комуною Курако-де-Велес

На заході комуни розташована затока Анкуд.

## Демографія
Згідно з даними, зібраними під час перепису Національним інститутом статистики, населення комуни становить 9093 особи, з яких 4591 чоловік та 4502 жінки.
Населення комуни становить 1,14 % від загальної чисельності населення регіону Лос-Лагос. 58,82 % відноситься до сільського населення і 41,18 % — міське населення.